# Резня в Сеянтусе
Резня в Сеянтусе — массовое убийство мирного башкирского населения со стороны русских войск, произошедшее 24 января 1736 года в деревне Сеянтус. В ходе резни 24 января 1736 года русскими войсками под командованием Алексея Тевкелева было расстреляно и заколото копьями и штыками около 1 тысячи жителей деревни, а 105 мужчин были сожжены в амбаре.

## Резня 1736 года
Самое активное участие принимали в восстании в 1735—1740 гг и балыкчинские башкиры. В конце декабря 1735 года один из руководителей Оренбургской экспедиции А. И. Тевкелев выступил из Уфы с карательным отрядом и направился через Бирск к реке Ай. Повстанцы под предводительством Юсупа Арыкова и Тюлькучуры Алдагулова намеревались разгромить Тевкелева в горных проходах на границе Балыкчинской и Мурзаларской волостей. Здесь действовал вооруженный отряд из 700 человек под руководством старшины Балыкчинской волости Чеката. Но верные властям мишари заранее предупредили руководителей карательных отрядов о предполагаемых действиях повстанцев. 19 января 1736 года А. И. Тевкелев прибывает в деревню Сеянтус, где узнал о причастности жителей деревни к намеченной операции.
Кроме того, Тевкелевым там же в Сеянтусе было получено известие о том, что башкиры полностью вырезали гарнизон Верхояицкой пристани, который из-за голода согласился сдаться им в плен.

24 января 1736 года отряд Тевкелева подвёргся нападению повстанцев в самом Сеянтусе. По данным очевидца тех событий П. И. Рычкова: 
«Башкирцы, жители означенной деревни Сеянтусы, уведав, что злое их намерение явно учинилось, тотчас на противность отважились. Учинили было на вышних квартирах на их людей убивственно нападать, и несколько человек ножами поранили, а другие за ружья ухватились и бежать в лес вознамерелись, чтоб ведомость подать бывшему на Аю воровскому их собранию; но потому тотчас во всей команде учинилась тревога и все они осаждены были командою, и по кратком от них стрелами сопротивлении захвачены и близ тысячи человек с жёнами и детьми их в оной деревне перестрелено и от драгун штыками, а от верных башкирцев и мещеряков копьями переколото; сверх того сто пять человек собраны были в один амбар и тут огнём сожжены».
Затем карательные отряды Тевкелева и полковника Мартынова разорили и сожгли еще 51 деревню, убили свыше 2 тыс. человек Балыкчинской, Унларской, Кыр-Таныпской волостей Сибирской дороги (ныне территории Аскинского, Балтачевского, Караидельского районов Башкортостана). Командами И. К. Кириллова, майора Б. Л. Останкова и генерала-лейтенанта А. И. Румянцева было разорено и сожжено около 500 (убито около 3 тысяч человек), в 1737 году под командованием Л. Я. Соймонова — 30 (ок. 900 чел.), в июне—августе 1740 года — 725 деревень.
Жестокие меры царской администрации в отношении башкир, пытавшихся противостоять Оренбургской экспедиции, привело к ещё большему усилению восстания.

## В башкирском фольклоре
В башкирской народной песне «Тафтиляу» подчеркивается жестокость и бесчеловечность Тевкелева, главного организатора Сеянтусской трагедии.

## Память
- В 2002 году на месте сожженной деревни Сеянтус была возведена стела, которая напоминает об этой трагедии[5].

## Фильмография
Снят музыкальный фильм об этой трагедии под названием «Сеянтус»